# Georgi Kitanov
Georgi Kitanov (Bulgaars: Георги Китанов) (Blagoëvgrad, 6 maart 1995) is een Bulgaarse doelman in het betaald voetbal. Hij stroomde in 2012 door vanuit de jeugd van Tsjerno More Varna.

## Carrière

### Tsjerno More Varna
Kitanov kwam in 2004 in de jeugdopleiding van Tsjerno More Varna terecht. In 2012 stroomde hij door naar de A-kern van de club. Hij maakte zijn officiële debuut voor de club op 14 mei 2012 in de wedstrijd tegen Vidima-Rakovski Sevlievo toen hij eerste doelman Plamen Kolev na 84 minuten moest vervangen. Hij speelde het seizoen 2011-2012 uiteindelijk 2 wedstrijden, beide wedstrijden waren invalbeurten. In het seizoen 2012/2013 mocht hij het seizoen starten als eerste doelman. Hij speelde dat seizoen uiteindelijk 29 wedstrijden waaronder 28 competitiewedstrijden en 1 bekerwedstrijd. In de zomer van 2013 mocht hij testen bij het Belgische KRC Genk.

## Statistieken
| Seizoen         | Club               | Competitie      | Competitie | Competitie | Europees | Europees | Beker | Beker | Totaal | Totaal |
| Seizoen         | Club               | Competitie      | Wed.       | Dlp.       | Wed.     | Dlp.     | Wed.  | Dlp.  | Wed.   | Dlp.   |
| --------------- | ------------------ | --------------- | ---------- | ---------- | -------- | -------- | ----- | ----- | ------ | ------ |
| 2011-2012       | Tsjerno More Varna | A Grupa         | 2          | 0          | 0        | 0        | 0     | 0     | 2      | 0      |
| 2012-2013       | Tsjerno More Varna | A Grupa         | 28         | 0          | 0        | 0        | 1     | 0     | 29     | 0      |
| 2013-2014       | Tsjerno More Varna | A Grupa         | 1          | 0          | 0        | 0        | 0     | 0     | 1      | 0      |
| Carrière totaal | Carrière totaal    | Carrière totaal | 31         | 0          | 0        | 0        | 1     | 0     | 32     | 0      |

## Internationaal
Kitanov kwam al uit voor Bulgarije U17, Bulgarije U19 en Bulgarije U21.
| Nationale ploeg | seizoen   | wedstrijden | Goals |
| --------------- | --------- | ----------- | ----- |
| Bulgarije U17   | 2011-2012 | 6           | 0     |
| Bulgarije U-19  | 2012-     | 2           | 0     |
| Bulgarije U-21  | 2012-     | 1           | 0     |
| Totaal          | Totaal    | 9           | 0     |